# Lecanora weberi
Lecanora weberi är en lavart som beskrevs av B. D. Ryan. Lecanora weberi ingår i släktet Lecanora och familjen Lecanoraceae.   Inga underarter finns listade i Catalogue of Life.